# Kanchipuram (dystrykt)

Dystrykt Kanchipuram na mapie stanu Tamilnadu

Kanchipuram – jeden z dystryktów stanu Tamilnadu (Indie). Od północy graniczy z dystryktem Tiruvallur, od północnego wschodu z dystryktem Ćennaj, od wschodu z Zatoką Bengalską, od południa z dystryktem Viluppuram, od zachodu z dystryktem Tiruvannamalai, od północnego zachodu z dystryktem Vellore. Stolicą dystryktu Kanchipuram jest miasto Kańćipuram.